# Culture de Yankovski
La culture de Yankovski est une culture archéologique du début de l'âge du fer (-900 à -500) sur la côte occidentale de la mer du Japon dans le kraï du Primorié ainsi que sur le cours supérieur de l'Oussouri et sur le lac Khanka. Définie en 1880 par M.I. Yankovski, elle est caractérisée par la présence d'amas coquillier. Elle est probablement issue de la culture néolithique de Zaisanovskaia sans que de nouveaux migrants soient arrivés.
L'agriculture (orge et millet) et l'élevage sont pratiqués. Les animaux élevés sont les cochons et les chiens et probablement des bovins, des chevaux, des chèvres ou des moutons. La pêche en mer avec des filets et des harpons tenait un rôle très important tout comme l'utilisation des fruits de mer. La chasse était aussi pratiquée. Les mollusques les plus représentés sont l'huitre creuse et la moule Crenomytilus grayanus tandis que pour les poissons ce sont les poissons plats (23 %), le maquereau (16 %), le « dogfish » (13 %), la carpe (9 %), le hareng (8 %), la perche (6 %), le thon et le saumon (1 %).
La plupart des outils étaient en pierre ou bien en os ou en corne (aiguilles, harpons). Le fer commençait seulement à être utilisé pour les têtes de bêche. Rassemblées en gros villages, les maisons étaient rectangulaires et semi-enterrées (env. 100 à 200 m2) avec des tombes à l'intérieur. La taille et le nombre des sites montrent que la côte sud du Primorié était alors plus densément peuplée que lors des périodes  précédentes.
Les poteries étaient encore préparées à la main mais les techniques de traitement des surfaces et la cuisson ont été améliorées en utilisant des fours simples et une température de 700 à 750 °C. Deux types de récipients étaient produits : ouverts ou avec un orifice réduit. Ces derniers ont une taille allant de 10 à 60 cm.
Les sites principaux sont la péninsule Peschany en face de Vladivostok et la grotte de Possiet.
La culture de Yangovskaya laisse finalement sa place à celle de Krounovskaya (- 400 à +200) venue de Chine voisine.

## Sites
Liste des sites de la culture: 
- Lebedinoïe (Swan)
- Cap Chelekha
- Grotte de Possiet
- Gladkaïa (Smooth)
- Bousman
- Bezverkhovo
- Barabach 3
- Pechtchani
- Tchapaïevo
- Ulysses
- Lazournaïa
- Oleniy
- Tcherepakha
- Podoapolskogo
- Malaïa Podouchetchka
- Novi Mir
- Solnetchni
- Bereg
- Solontsoviy
- Voltchanets
- Novo-Litovsk
- Lebedinoïe
- Lachkevytch
- Kozmino
- Melkovodnoïe
- Kievka
- Sokolovski
- Île de Petrov (Préobrajénié)
- Zaria
- Valentin Perecheïek